# 외르케니 이슈트반

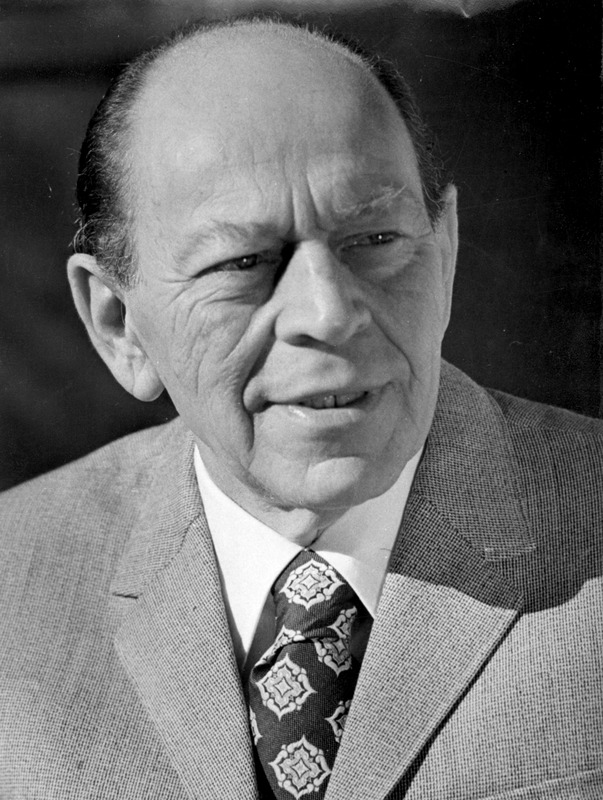

외르케니 죄르지 이슈트반(István György Örkény, 1912년 4월 5일 ~ 1979년 6월 24일)는 헝가리의 작가이다.

## 생애
외르케니는 1912년 4월 5일 부다페스트에서 약국을 경영하는 유복한 집안의 아들로 태어났다. 인문계 학교를 마친 후 아버지의 뜻에 따라 부다페스트 공과대학에서 화학을 전공하여 약사가 되었다. 1937년 발표한 단편소설 ＜윤무＞가 실린 잡지를 편집하던 어틸러 요제프와 친교를 맺었다. 1941년 헝가리가 독일과 함께 소련을 상대로 전쟁을 시작하면서 전쟁에 나갔고 종전 후 소련의 포로수용소에 있다가 늦게 귀국했다. 1946년부터는 주로 작가로 활동했다. 1953년 첫 장편 ≪부부≫를 출간하고 이어서 1955년에 발간한 단편집 ≪폭설≫로 어틸러 요제프 상을 수상했다. 1960년대 중반 연달아 네 권의 책을 출간함으로써 외르케니는 크게 주목을 받았고 성공도 거두었다. ≪예루살렘의 공작≫(1966), ≪파리잡이 찐득이 위의 신혼여행≫(1967), ≪1분 소설≫(1968), ≪시간에 따라서≫(1971) 등이 그를 유명하게 만든 작품들이다.
1960년대 중반부터 외르케니는 연극계에 종사하면서 연극을 위한 대본과 영화 시나리오를 쓰는 한편 ＜글로리아＞(1957), ＜고양이 놀이＞(1963), ＜토트 씨네＞(1967) 등자기 소설을 연극용으로 개작하여 발표하기도 했다. ＜토트 씨네＞와 ＜고양이 놀이＞가 외국에서 자주 공연됨으로써 외르케니의 이름이 세계에 알려지게 되었는데, 특히 ＜토트 씨네＞는 외국에서 가장 많이 공연된 헝가리 작품 중 하나다. 1972년 노동훈장, 1973년 코슈트상을 수상했고, 1979년 6월 24일 부다페스트에서 타계했다.